# Maana oriomoensis
Maana oriomoensis är en insektsart som beskrevs av Soulier-perkins 1998. Maana oriomoensis ingår i släktet Maana och familjen Lophopidae. Inga underarter finns listade i Catalogue of Life.